# Los Oriyinales
Los Oriyinales es una película colombiana de 2017 dirigida por Harold Trompetero y protagonizada por Julián Arango, Paola Turbay, Catalina Aristizábal, Francisco Bolívar, María Cecilia Botero y Diego Trujillo.

## Sinopsis
Un antropólogo argentino realiza un profundo y divertido análisis de la sociedad colombiana, donde la cultura y tradiciones de personajes típicos de la cultura de ese país quedan completamente expuestas. En la película se presentan siete historias diferentes en las que queda evidenciada la capacidad de los colombianos para aparentar lo que no son realmente.

## Reparto
- Julián Arango
- Paola Turbay
- Catalina Aristizábal
- María Cecilia Botero
- Sara Pinzón
- Marcela Carvajal
- Bernardo García
- Carolina López
- Nicolás Montero
- Álvaro Rodríguez
- Primo Rojas
- Diego Trujillo
- Gonzalo Valderrama
- Frank Solano
- Tavo Bernate
- Ana María Kamper
- Natalia Durán
- Cony Camelo